# John Aylward
John Aylward (Seattle, 7 november 1946 – aldaar, 16 mei 2022) was een Amerikaans acteur.

## Biografie
Aylward heeft zijn high school doorlopen aan de Garfield High School in Seattle en haalde zijn diploma in 1965. Hierna leerde hij acteren, aan de universiteit van Washington in Seattle en haalde zijn diploma in 1970. Voordat hij ging acteren voor televisie, was hij 15 jaar actief in lokale theaters in Seattle.
Aylward overleed op 16 mei 2022 op 75-jarige leeftijd.

## Filmografie

### Films
Uitgezonderd korte films.
- 2020 The Way Back - als pastoor Edward Devine
- 2020 The Nowhere Inn - als oom Pete
- 2016 The Architect - als vader van Drew
- 2014 A Million Ways to Die in the West - als pastor Wilson
- 2013 Gangster Squad - als rechter Carter
- 2011 Water for Elephants – als Mr. Erwin
- 2010 Norman – als Robert Bessent
- 2010 The Crazies – als burgemeester Hobbs
- 2010 Legally Mad – als Warren Belson
- 2009 Crimes of the Past – als Clay Covington
- 2007 The Gray Man – als kapitein Ayers
- 2007 Forfeit – als Tom Mellor
- 2006 The Celestine Prophecy – als Dobson
- 2005 North Country – als rechter Halsted
- 2005 Monster-in-Law – als priester
- 2003 L.A. Sheriff's Homicide – als sheriff
- 2003 Down with Love – als E.G.
- 2002 Path to War – als Dean Rusk
- 2002 Bad Company – officier Ferren
- 2001 Harvey's Speech – als Burton
- 2001 Just Visiting – als Byron
- 2000 Thirteen Days – als Orville Dryfoos
- 1999 Instinct – als Warden Keefer
- 1999 Swing Vote – als Benjamin Ripley
- 1999 Can't Stop Dancing – als Dick McGuire
- 1998 Finding Graceland – als sheriff Haynes
- 1998 Armageddon – als Dr. Banks
- 1998 Creature – als Ben Madiera
- 1998 The Escape – als sheriff
- 1997 Buddy – als Mr. Joe Bowman
- 1996 Eden – als Dr. Bryson
- 1993 Teenage Mutant Ninja Turtles III – als Niles
- 1992 With a Vengeance – als Lesonsky
- 1990 Child in the Night – als Dr. Wendt
- 1989 Third Degree Burn – als Lomax
- 1989 Three Fugitives – als tweede politieagent
- 1988 Seven Hours to Judgement – als taxichauffeur
- 1987 Stamp of a Killer – als ??
- 1985 Strings – als ??
- 1976 The Secret Life of John Chapman – als Grady

### Televisieseries
Uitgezonderd eenmalige gastrollen.
- 2019 - 2020 Briarpatch - als Freddie Laffter - 5 afl.
- 2018 Yellowstone - als pastoor Bob - 2 afl.
- 2018 Nobodies - als Curtis - 5 afl.
- 2015 - 2016 Impastor - als bisschop Perkins - 2 afl.
- 2012 House of Lies – als K. Warren McDale – 3 afl.
- 2010 The Whole Truth – als rechter Jeremiah Studley – 2 afl.
- 2010 Mad Men – als Geoffrey Atherton – 2 afl.
- 2010 Brothers & Sisters – als Joe Rawling – 3 afl.
- 1996 – 2008 ER – als dr. Donald Anspaugh – 74 afl.
- 2005 – 2006 The West Wing – als Barry Goodwin – 6 afl.
- 2001 – 2006 Alias – als Jeffrey Davenport – 3 afl.
- 2005 Carnivàle – als bisschop McNaughton – 2 afl.
- 2000 – 2001 Family Law – als rechter Lester Burger – 5 afl.
- 2000 – 2001 The Fugitive – als Matthes Ross – 5 afl.
- 2000 The Others – als Albert McGonagle – 9 afl.

### Computerspellen
- 2007 Half-Life 2: Episode Two – als dr. Arne Magnusson
- 2001 Atlantis: The Lost Empire – Search for the Journal – als stem

- International Standard Name Identifier: 0000 0000 2826 9344
- Library of Congress Control Number: n85173834
- Virtual International Authority File: 16206814
- WorldCat: E39PBJyhhjbgG7BChCR3mtDcyd